# Pârvu al II-lea Craiovescu
Pârvu al II-lea Craiovescu (d. 1529) a fost mare ban între 1522-1526 și 1528. A fost fiul lui Radu Craiovescu. Pârvu al II-lea l-a urmat pe Preda Craiovescu ca mare ban al Craiovei, după moartea sa. Pârvu a murit pe 14 aprilie 1529.